# На цезарианцев и Цезаря
«На цезарианцев и Цезаря» — условное название стихотворения римского поэта Гая Валерия Катулла, включённого в состав посмертного сборника («Книги Катулла Веронского») под номером 54 и написанного предположительно в 55 или 54 году до н. э. Здесь автор пишет неприглядные вещи о нескольких сторонниках Гая Юлия Цезаря, которые больше нигде не упоминаются, и заканчивает обращённым к Цезарю вопросом: «Будешь вновь на мои сердиться ямбы // Недостойные, первый полководец?».
Текст стихотворения заметно испорчен. У исследователей нет уверенности в том, что это единое произведение, а не группа набросков.